# Mumbai Challenger 1994
Il Mumbai Challenger 1994 è stato un torneo di tennis facente parte della categoria ATP Challenger Series nell'ambito dell'ATP Challenger Series 1994. Il torneo si è giocato a Bombay in India dal 23 al 29 maggio 1994 su campi in cemento.

## Vincitori

### Singolare
Leander Paes ha battuto in finale  Joost Winnink con il punteggio di 6–7, 6–3, 6–1

### Doppio
Martin Sinner /  Martin Zumpft hanno battuto in finale  Sascha Nensel /  Torben Theine con il punteggio di 6–1, 6–4